# Cantonul Denain
Cantonul Denain este un canton din arondismentul Valenciennes, departamentul Nord, regiunea Nord-Pas-de-Calais, Franța.

## Comune
- Abscon
- Denain (Dening) (reședință)
- Douchy-les-Mines
- Escaudain (Schouden)
- Haveluy
- Hélesmes
- Wavrechain-sous-Denain